# And Then There Was Silence
And Then There Was Silence – singel grupy muzycznej Blind Guardian promujący kolejny album A Night at the Opera. Tematem tytułowego utworu jest wojna trojańska według opisu Homera w Iliadzie.

## Utwory
1. „And then there was Silence” – 14:07
2. „Harvest of Sorrow” – 3:39
3. „Born in a Mourning Hall” (ścieżka multimedialna) – 5:17

## Skład zespołu
- Hansi Kürsch – śpiew
- André Olbrich – gitara
- Marcus Siepen – gitara
- Thomen Stauch – perkusja